# Diego De Silva
Diego De Silva (Napoli, 5 febbraio 1964) è uno scrittore, giornalista e sceneggiatore italiano.

## Biografia
Fratello di Amleto De Silva, presso Einaudi ha pubblicato i romanzi La donna di scorta (2001, precedentemente pubblicato da Pequod Edizioni nel 1999), Certi bambini (2001, Premio Selezione Campiello, Premio Brancati e Premio Bergamo.), Voglio guardare (2002), Da un'altra carne (2004), Non avevo capito niente (2007, Premio Napoli - Libro dell'anno; finalista premio Strega), Mia suocera beve (2010), Sono contrario alle emozioni (2011), Mancarsi (2013), Terapia di coppia per amanti (2015, Premio Cimitile), Divorziare con stile (2017), Superficie (2018). Ha ricevuto tra gli altri premi anche il Premio Nazionale Letterario Pisa ex aequo di Narrativa nel 2003.
Da Certi bambini è stato tratto nel 2004 il film omonimo diretto dai fratelli Andrea e Antonio Frazzi, vincitore di numerosi premi nazionali e internazionali, fra cui l'Oscar europeo e due David di Donatello; da Terapia di coppia per amanti, nel 2017, il film omonimo diretto da Alessio Maria Federici.
Scrive anche per il cinema, collabora al quotidiano Il Mattino, al settimanale L'Espresso e all'inserto culturale Tuttolibri del quotidiano La Stampa.
I suoi libri sono tradotti in Inghilterra, Francia, Spagna, Germania, Paesi Bassi, Portogallo, Grecia, Israele, Serbia, USA.

## Opere

### Romanzi
- La donna di scorta, 1999, 2001
- Certi bambini, 2001,
- Voglio guardare, 2002
- Da un'altra carne, 2004
- Tre terzi, con Valeria Parrella e Antonio Pascale, 2009
- Mancarsi, 2013
- Terapia di coppia per amanti, 2015
- Superficie, 2018
- I titoli di coda di una vita insieme, 2024

#### Serie di Vincenzo Malinconico
- Non avevo capito niente, 2007
- Mia suocera beve, 2010
- Sono contrario alle emozioni, 2011
- Arrangiati, Malinconico, 2013 (contiene i 3 romanzi precedenti)
- Divorziare con stile, 2017
- I valori che contano (avrei preferito non scoprirli), 2020
- Sono felice, dove ho sbagliato?, 2022

### Raccolte di racconti
- Meglio dell'amore, in Disertori, (Einaudi Stile Libero, 2000)
- Il covo di Teresa, in Crimini, (Einuadi Stile Libero, 2004)
- Nascondi le macerie, in De Andreide (Rizzoli, 2006)
- L'intervista, in Bonus tracks (Mondadori, 2007)
- Non è vero, in Crimini Italiani (Einaudi Stile Libero, 2008)
- Le donne più belle si vedono negli aeroporti in Corti di carta (Corriere della Sera, 2008)
- Il mezzo nichilismo dell'homo democraticus, in Questo terribile intricato mondo (Einaudi, 2009)
- Pornostardust, in Ti vengo a cercare, (Einaudi Stile Libero, 2011)
- Corpo a corpo, in Granta Italia/2, (Rizzoli, 2011)
- Come te, in È tutta una follia, (Guanda, 2012)
- Diventare è capire di essere, in Scena padre, (Einaudi, 2013)
- Patrocinio gratuito, in Giochi criminali, (Einaudi, 2014)
- You and me alone (La commensale), in Figuracce, (Einaudi, 2014)
- Diversamente rockstar, in Ho sete ancora (iocisto, 2015)
- Lievitazione, in Parole ostili (Laterza, 2018)

### Teatro
- Casa chiusa (atto unico dello spettacolo Tre terzi, scritto con Antonio Pascale e Valeria Parrella e diretto da Giuseppe Bertolucci, andato in scena al teatro Mercadante di Napoli nella stagione 2007/2008 e pubblicato nei Tascabili Einaudi nel 2009)

- Proprio come se nulla fosse avvenuto (Natura morta per la Darsena Acton di Napoli, di Roberto Andò, Napoli Teatro Festival 2008, testi da Anna Maria Ortese, Diego De Silva, Vincenzo Pirrotta. Con Anna Bonaiuto, Maria Nazionale, Vincenzo Pirrotta)

- L'arteteca del porno (atto unico delle Interviste impossibili interpretato dall'autore con Marina Massironi e andato in scena al Teatro della Torre di Caserta Vecchia nel settembre 2009 nell'ambito della 39ª edizione del Festival Settembre al Borgo)

- Dobbiamo parlare, andato in scena anche in versione teatrale nel corso del 2016 sui palchi di Ancona (Teatro delle Muse), Milano (Teatro Franco Parenti), Pontedera (Teatro Era), Roma (Ambra Jovinelli), Firenze (Teatro della Pergola), Siena (Teatro dei Rinnovati), Napoli (Teatro Diana), Verona (Teatro Nuovo), Orvieto (Teatro Mancinelli), per la regia di Sergio Rubini, con Fabrizio Bentivoglio, Sergio Rubini, Maria Pia Calzone, Isabella Ragonese. Produzione Nuovo Teatro in collaborazione con Palomar Television.

## Filmografia

### Sceneggiatore

#### Cinema
- Certi bambini, regia di Andrea e Antonio Frazzi (2004), tratto dal suo romanzo omonimo
- All the Invisible Children, segmento Ciro, regia di Stefano Veneruso (2005)
- Sulla mia pelle, regia di Valerio Jalongo (2005)
- I giorni dell'abbandono, regia di Roberto Faenza (2005)
- L'ultimo Pulcinella, regia di Maurizio Scaparro (2008)
- Gorbaciof, regia di Stefano Incerti (2010)
- Cose dell'altro mondo, regia di Francesco Patierno (2011)
- Dobbiamo parlare, regia di Sergio Rubini (2015)
- Terapia di coppia per amanti, regia di Alessio Maria Federici (2017), tratto dal suo romanzo omonimo
- Il grande spirito, regia di Sergio Rubini (2018)

#### Televisione
- Crimini, episodio Il covo di Teresa, regia di Stefano Sollima (2006), tratto dal suo racconto omonimo
- Il coraggio di Angela, regia di Luciano Manuzzi (2007), miniserie TV
- Felicia Impastato, regia di Gianfranco Albano (2016), film TV
- Vincenzo Malinconico, avvocato d'insuccesso, regia di Alessandro Angelini e Luca Miniero – serie TV (2022-2024)